# Tadler
Tadler (en luxemburguès: Toodler; en alemany: Tadler) és una vila i capital de la comuna d'Esch-sur-Sûre situada al districte de Diekirch del cantó de Wiltz. Està a uns 35 km de distància de la ciutat de Luxemburg.

## Història
Tadler era una vila de la comuna d'Heiderscheid  fins a la fusió formal d'aquesta última amb Esch-sur-Sûre l'1 de gener de 2012.